# Ulocymus
Ulocymus is een geslacht van spinnen uit de  familie van de Thomisidae (krabspinnen).

## Soorten
- Ulocymus gounellei Simon, 1886
- Ulocymus intermedius Mello-Leitão, 1929
- Ulocymus sulcatus Mello-Leitão, 1929